# Frank Farina
Frank Farina (Darwin, Australia, 5 de septiembre de 1964) es un exfutbolista y entrenador australiano de ascendencia italiana. Actualmente se encuentra sin equipo luego de su paso por la selección de Fiyi
En su carrera futbolística ha jugado en Australia, Bélgica, Francia, Italia e Inglaterra. También es miembro de la Orden de Australia.

## Trayectoria

### Jugador
Clubes
| Club                | País                | Año         | Partidos | Goles | Media |
| ------------------- | ------------------- | ----------- | -------- | ----- | ----- |
| Canberra City FC    | Australia           | 1983 - 1984 | 41       | 15    | 0.37  |
| Sydney City         | Australia           | 1985 - 1986 | 43       | 21    | 0.49  |
| Marconi Stallions   | Australia           | 1987 - 1988 | 47       | 33    | 0.7   |
| Club Brujas         | Bélgica             | 1988 - 1991 | 75       | 43    | 0.57  |
| AS Bari             | Italia              | 1991 - 1992 | 8        | 0     | 0     |
| Notts County FC     | Inglaterra          | 1992        | 3        | 0     | 0     |
| RC Estrasburgo      | Francia             | 1992 - 1994 | 47       | 14    | 0.3   |
| Lille OSC           | Francia             | 1994 - 1995 | 27       | 17    | 0.63  |
| Brisbane Strikers   | Australia           | 1995 - 1998 | 43       | 13    | 0.3   |
| Marconi Stallions   | Australia           | 1998 - 1999 | 2        | 0     | 0     |
| Total en su carrera | Total en su carrera | 1983 - 1999 | 336      | 156   | 0.46  |

### Entrenador
Clubes
| Club                   | País               | Año         |
| ---------------------- | ------------------ | ----------- |
| Selección de Australia | Australia          | 1998 - 2005 |
| Brisbane Roar FC       | Australia          | 2006 - 2009 |
| Selección nacional     | Papúa Nueva Guinea | 2011 - 2012 |
| Sydney Football Club   | Australia          | 2012 - 2014 |
| Selección sub-20       | Fiyi               | 2014 - 2015 |
| Selección nacional     | Fiyi               | 2015 - 2016 |
| Selección sub-23       | Fiyi               | 2016        |

| Predecesor: Ninguno | Futbolista del año en Oceanía 1988 | Sucesor: Wynton Rufer |

- Datos: Q710474
- Multimedia: Frank Farina / Q710474